# Mangora latica
Mangora latica là một loài nhện trong họ Araneidae.
Loài này thuộc chi Mangora. Mangora latica được Herbert Walter Levi miêu tả năm 2007.